# Alexandros Giotopoulos
Alexandros Giotopoulos (en griego: Αλέξανδρος Γιωτόπουλος ; nacido en 1944 en París) es un terrorista convicto, que actualmente cumple diecisiete cadenas perpetuas más 25 años de prisión. Fue declarado culpable en 2003 de liderar el grupo guerrillero urbano marxista griego Organización Revolucionaria 17 de noviembre (17N).
El 17N fue responsable de una serie de robos a mano armada, atentados con bombas y asesinatos de destacados políticos, periodistas, diplomáticos y empresarios griegos y extranjeros que dejaron veintitrés muertos. Giotopoulos fue identificado como su líder tras la detención y confesión de Savvas Xiros, otro miembro del 17N, tras un fallido atentado con bomba contra una compañía naviera de hidroalas en El Pireo.
Detenido el 17 de julio de 2002, Giotopoulos, de 58 años, fue considerado líder e ideólogo de 17 de Noviembre. Se formó en la revuelta de mayo de 1968 en las calles de París. 17 de Noviembre toma su nombre de ese día de 1973, cuando la dictadura militar aplastó una protesta estudiantil.
Giotopoulos apeló su condena y se describió a sí mismo como víctima de "una conspiración angloamericana". Al comienzo de su apelación, en 2005, recibió el apoyo de organizaciones y personalidades de izquierda en Francia, donde nació, incluidos Alain Krivine y Pierre Vidal-Naquet . Sin embargo, el 3 de mayo de 2007, su condena y la de sus cómplices del 17N fueron confirmadas por la corte de apelaciones.
Alexandros Giotopoulos fue un oponente de la junta militar griega de 1967-1974 . Es hijo de Dimitris Giotopoulos, una vez secretario de León Trotski, también conocido como Witte, quien fue líder del partido trotskista griego de arqueiomarxistas.